# آدم ديجا
آدم ديجا هو لاعب كرة قدم غاني في مركز الدفاع، ولد في 29 نوفمبر 1996 في غانا. لعب مع لاسك لينتس.

## وصلات خارجية
- آدم ديجا على موقع قاعدة بيانات كرة القدم.إي يو (الإنجليزية)
- آدم ديجا على موقع Soccerway.com (الإنجليزية)
- آدم ديجا على موقع عالم كرة القدم.نت (الإنجليزية)